# Visions of Atlantis
A Visions of Atlantis osztrák szimfonikus/power metal zenekar. Jelenlegi énekesnőjük a francia Clémentine Delauney, aki 2013 óta tagja az együttesnek.

## Története
A zenekar 2000-ben alakult a stájerországi Bruck an der Mur városban. Werner Fiedler-t, Thomas Caser-t, Christian Stani-t és Chris Kampert nagyon izgatta az Atlantisz-mítosz, ezért elhatározták, hogy alapítanak egy zenekart, amely e téma köré épül. Hozzájuk csatlakozott Nicole Bogner mezzoszoprán énekesnő és így megalakult a Visions of Atlantis. Ugyanebben az évben megjelent bemutatkozó EP-jük.
2001-ben leszerződtek a TTS Media Music kiadóhoz és 2002-ben megjelentették első nagylemezüket. 2003-ban Christian Stani helyére Mario Plank került, Chris Kampert pedig Miro Holly váltotta le. Második nagylemezük 2004-ben jelent meg, ezúttal a Napalm Records gondozásában. (A Visions of Atlantis lemezeit mai napig ez a kiadó adja ki.)
2005-ben Nicole Bogner kiszállt a zenekarból. Helyére Melissa Ferlaak került. 
Werner Fiedler-t pedig Wolfgang Koch váltotta le. 2006-ban Martin Harb leváltotta Miro Hollyt. 2007-ben megjelent a zenekar harmadik albuma.
2007-ben Melissa és Wolfgang Koch elhagyták az együttest, személyes okokra hivatkozva. Werner Fiedler pedig visszakerült a zenekarba.
Ezután az együttes új női énekes keresésébe fogott. 2008-ban honlapjukon bejelentették, hogy megvan az új énekes, a kiléte azonban ismeretlen maradt egészen 2009-ig, amikor a zenekar felfedte, hogy Joanna Nieniewska lett az új énekes. Ő azonban egészségügyi problémák miatt még ugyanebben az évben kiszállt a zenekarból, de a háttérben továbbra is aktív maradt.
Negyedik albumuk 2010-ben került piacra. Mario Lochert 2011-ben kiszállt a Visions of Atlantis-ból, belső ügyekre hivatkozva. Harb egy interjúban kijelentette, hogy nem fogják őt leváltani, hanem basszusgitáros nélkül folytatják. Ebben az évben megjelent első EP-jük.
Nicole Bogner 2012-ben elhunyt, 27 éves korában. Ugyanebben az évben piacra dobták ötödik albumukat, amelyet Bogner emlékére készítettek.
2013-ban újabb tagcserék történtek, egyedül 
Thomas Caser alapító tag az egyetlen olyan tag, aki a mai napig képviseli a zenekart.
2018-ban és 2019-ben új lemezeket adtak ki.

## Tagok
- Thomas Caser - dob (2000-)
- Clémentine Delauney - ének (2013-)
- Michele Guaitoli - ének (2018-)
- Christian Douscha - gitár (2017-)
- Herbert Glos - basszusgitár (2017-)

## Korábbi tagok
- Christian Stani - ének (2000-2003)
- Nicole Bogner - ének (2000-2005, 2012-ben elhunyt)
- Miro Holly - billentyűk (2003-2006)
- Mario Plank - ének (2003-2013)
- Melissa Ferlaak - ének (2005-2007)
- Wolfgang Koch - gitár (2005-2007)
- Martin Harb - billentyűk (2006-2013)
- Joanna Nieniewska - ének (2009)
- Maxi Nil - ének (2009-2013)
- Mario Lochert - basszusgitár (2009-2013)
- Christian Hemsdörfer - gitár (2011-2013)
- Werner Fiedler - gitár (2000-2005, 2007-2011, 2013-2017)
- Chris Kamper - billentyűk (2000-2003, 2013-2017)
- Michael Koren - basszusgitár (2000-2009, 2013-2017)
- Siegfried Samer - ének (2013-2018)

## Diszkográfia
- Eternal Endless Infinity (2002)
- Cast Away (2004)
- Trinity (2007)
- Delta (2011)
- Ethera (2013)
- The Deep & the Dark (2018)
- Wanderers (2019)
- Pirates (2022)
- A Pirate's Symphony (2023)
- Pirates II – Armada (2024)

## Egyéb kiadványok
- Morning in Atlantis (demó, 2000)
- Maria Magdalena (EP, 2011)
- Old Routes - New Waters (EP, 2016)